# Istiea-Aedipsos
Istiea-Aedipsos (tiếng Hy Lạp: ?) là một khu tự quản ở vùng Trung Hy Lạp, Hy Lạp. Khu tự quản Istiea-Aedipsos có diện tích 509 kilômét vuông, dân số theo điều tra ngày 18 tháng 3 năm 2001 là 22132 người.